# Grain Tower

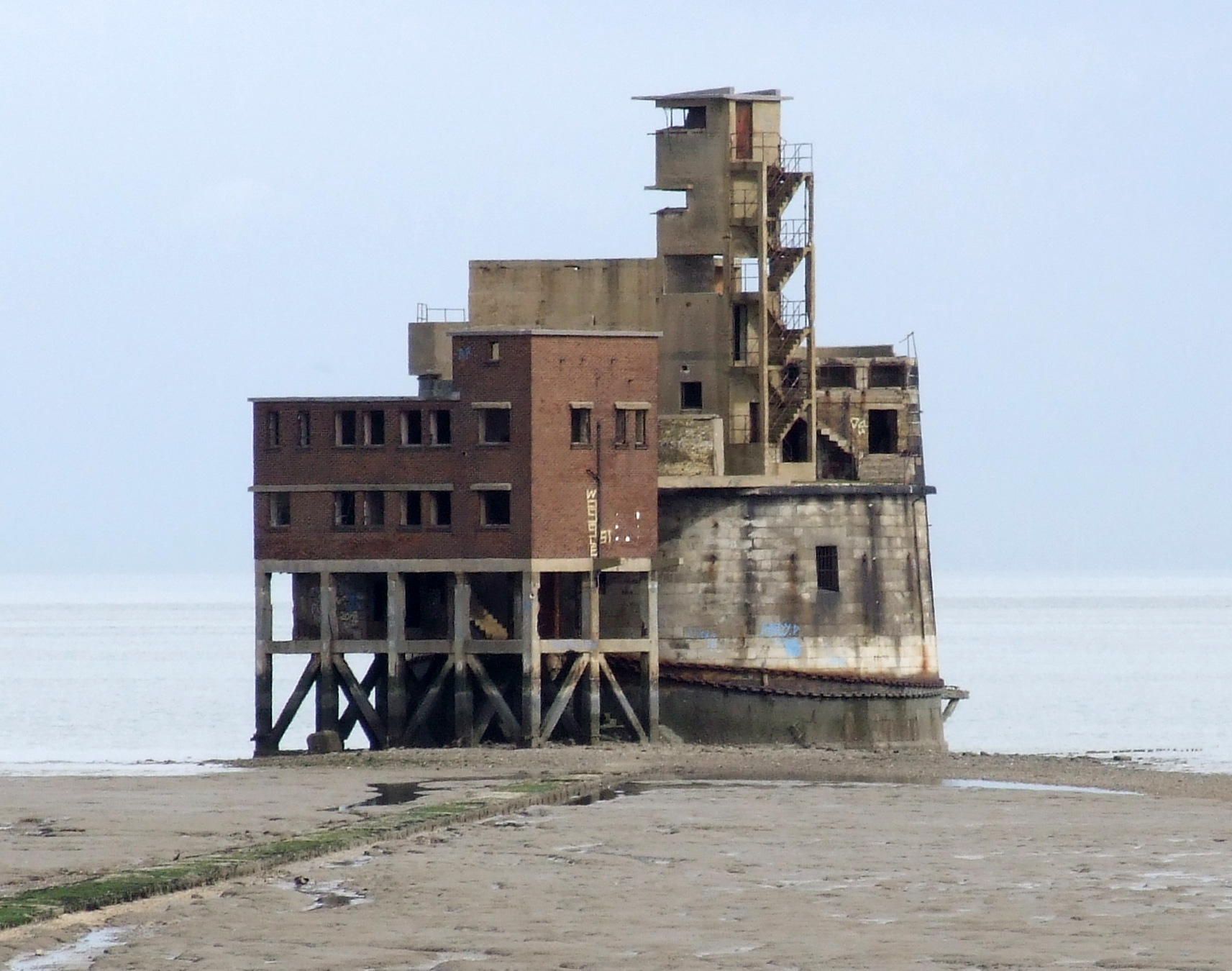
Grain Tower bei Ebbe

Grain Tower ist die Ruine eines Geschützturms in der Mündung des River Medway vor der Küste der Isle of Grain, direkt östlich des Dorfes Grain in der englischen Verwaltungsgrafschaft Medway. Der Turm wurde Mitte des 19. Jahrhunderts wie ein Martello-Turm gebaut. Martello-Türme wurden Anfang des 19. Jahrhunderts entlang der britischen und irischen Küstenlinien gebaut. Grain Tower ist der letzte Geschützturm nach diesem Muster. Grund für den Bau war die Notwendigkeit des Schutzes der bedeutenden Werften von Sheerness und Chatham vor einem befürchteten französischen Angriff von See her in einer Zeit der politischen Spannungen zwischen beiden Ländern in den 1850er-Jahren.
Große Fortschritte in der Technologie der Artillerie Mitte des 19. Jahrhunderts bedeuteten, dass der Turm gleich nach seiner Fertigstellung praktisch nutzlos war. Der Vorschlag, ihn in ein Kasemattenfort umzubauen, wurde wegen zu hoher Kosten fallengelassen. Ende des 19. Jahrhunderts hatte der Turm eine neue Bedeutung als Verteidigungsanlage gegen schnelle Torpedoboote erhalten. Er wurde im ersten und Zweiten Weltkrieg genutzt, nachdem das Gebäude wesentlich abgeändert worden war, um neue Schnellfeuerkanonen aufzunehmen. 1956 wurde der Grain Tower außer Dienst gestellt und ist heute eine Ruine. Seit 2005 ist der Turm in privater Hand und wurde 2014 für £ 400.000 an einen neuen Eigentümer verkauft.

## Zusammenhänge und Bau

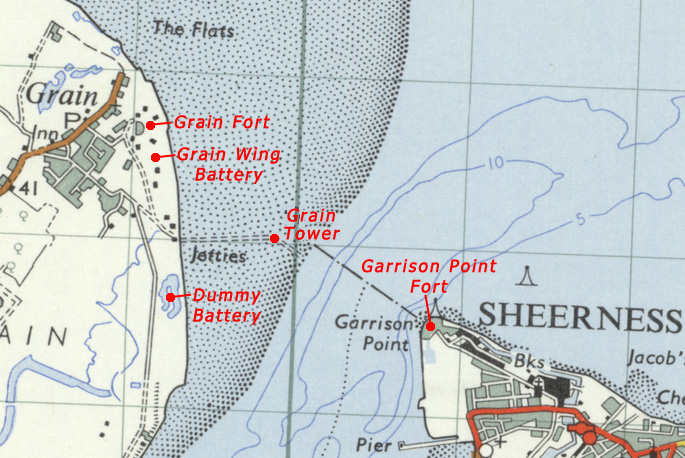
Karte der Festungen an der Einfahrt zum River Medway

Zur Zeit des Baus des Turmes gab es weitverbreitete Befürchtungen, dass die politische Rivalität zwischen dem Vereinigten Königreich und Frankreich zu einer französischen Invasion oder einem Angriff von See her über die Themse führen könnten. Die Themsemündung wurde als besonders verwundbar eingestuft. Sie war nicht nur eine der wichtigsten Handelsrouten des Landes, sondern an ihr lagen auch noch eine ganze Reihe von Einrichtungen der Marine von großer Bedeutung, z. B. die Ausrüstungshöfe von Deptford, die Waffenfabriken des Arsenals von Woolwich und die Magazine in Purfleet. Auch am River Medway gab es große Militäreinrichtungen, insbesondere den Chatham Dockyard, der 1667, im zweiten englisch-niederländischen Krieg, mit fatalen Folgen angegriffen worden war. So erschien es als äußerst wichtig, einen Feind von der Einfahrt in den River Medway und dem Erreichen der Werftanlagen abzuhalten.
Der Grain Tower steht etwa 500 Meter vor der Ostspitze der Isle of Grain, wo die Mündung des River Medway auf das Ästuar der Themse trifft. Er wurde auf einer Sandbank namens Grain Spit errichtet und mit einem in Ost-West-Richtung verlaufenden Damm mit der Küste der Insel verbunden. Dieser Standort ermöglichte, dass die Reichweite der Kanonen und ihr Feuerwinkel sich mit denen des Garrison Point Fort auf der Isle of Sheppey auf der anderen Seite des River Medway überschnitt.
Der Bau begann 1848, aber bald stieß man auf Schwierigkeiten beim Legen der Fundamente, und so ruhte der Bau bis 1853. Danach benötigten die Baumeister Kirk und Parry aus Lincolnshire fast zwei Jahre, um den Bau fertigzustellen. Der York Herald schrieb: „Wegen der ausgesetzten Lage des Turms, der unter dem Einfluss der See und des Wetters zu leiden hat, stieß man in den Wintermonaten auf sehr große Schwierigkeiten mit dem Fortgang der Arbeiten.“ Der Turm wurde Ende 1855 fertiggestellt und am 17. November jenes Jahres an die Militärverwaltung übergeben. Die Baukosten hatten das Budget um mehr als 50 % überschritten und betrugen £ 16.798 (heute etwa £ 1.445.200).
Der Turm ist drei Stockwerke hoch, mit Granitwerkstein verkleidet und hat einen nahezu ovalen Grundriss. Unten ist er 21,8 Meter × 19,3 Meter groß und die ursprüngliche Höhe betrug 12,9 Meter. Seine Mauern sind 3,6 Meter dick. Die Geschützbesatzung lebte in Unterkünften im Turm. Ebenfalls befanden sich in dem Gebäude Lagerräume für Verpflegung und Munition. Die Gesamtkonstruktion entspricht der eines Martello-Turms, von denen während der Koalitionskriege zu Beginn des 19. Jahrhunderts Dutzende an den britischen und irischen Küsten entstanden. Grain Tower gilt als der letzte in Großbritannien errichtete Martello-Turm.

## Geschichte des Einsatzes
Der Turm war anfangs mit drei 68-Pfünder-Glattrohrgeschützen ausgestattet, die auf Geschützplattformen auf dem Dach untergebracht waren und von einer Barbette feuerten. Auch wenn Martello-Türme leicht dem Feuer von Glattrohrgeschützen des frühen 19. Jahrhunderts widerstehen konnten, so machte doch die Entwicklung einer neuen Generation viel stärkerer Hinterladergeschütze mit gezogenen Läufen den Grain Tower unmittelbar nach seiner Fertigstellung nutzlos. Die Schwäche des Turms gegenüber Feuer aus Kanonen mit gezogenen Läufen wurde nie ganz kommuniziert. Eine neue Invasionsbedrohung gegen Ende der 1850er-Jahre veranlasste die britische Regierung zur Einsetzung der Royal Commission on the Defence of the United Kingdom, die 1860 einen weitreichenden Bericht veröffentlichte. Sie forderte, dass viele der existierenden Forts ausgebaut oder gänzlich neu gebaut und neue Forts zum Schutz der strategisch besonders wichtigen und verletzlichen Punkte entlang der Küste errichtet werden sollten. Insgesamt wurden daraufhin etwa 70 Forts und Batterien an der englischen Küste errichtet. Der Bericht der Kommission von 1860 forderte, dass der Grain Tower in ein vollständig mit Kasematten versehenes Fort umgebaut werden sollte, das um die bestehende Anlage herum errichtet werden sollte. Aber die Kosten hierfür wurden als zu hoch angesehen und der Vorschlag wurde als Teil eines Kosteneinsparungsinitiative zur Minderung der Investitionen in das Festungsbauprogramm fallen gelassen. Stattdessen wurde mit Grain Fort eine neue Landfestung in Grain errichtet und die existierende Geschützbatterie in Garrison Point auf der Isle of Sheppey modernisiert und befestigt, sodass Garrison Point Fort entstand.

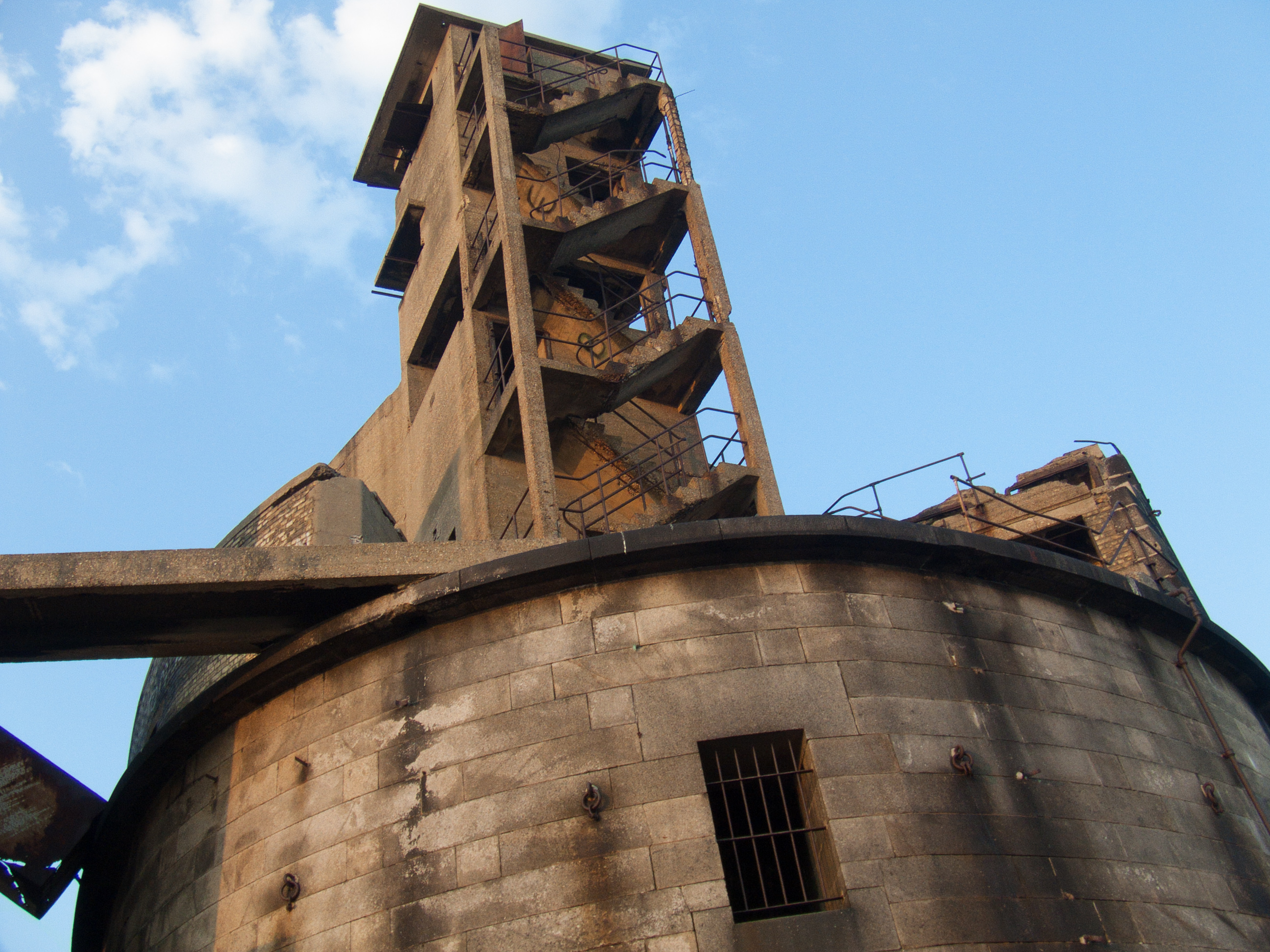
Nahansicht des Feuerleitturms aus dem Zweiten Weltkrieg, der auf Grain Tower errichtet wurde.

Die Glattrohrgeschütze des Turms wurden bald durch Hinterladergeschütze mit gezogenen Läufen ersetzt: ein 56-Pfünder und zwei 32-Pfünder. Diese wurden erst 1910 wieder abgebaut, als der Turm als Sendeturm genutzt wurde. 1915 wurden zwei 4,7-Zoll-Schnellfeuergeschütze von der Grain Wing Battery auf den Grain Tower umgebaut, um der neuen Bedrohung durch schnellfahrende Torpedoboote zu begegnen. Dies bedingte den Bau eines erhöhten Beton- und Steinaufbaus auf dem Dach des Turms, in dem die neuen Geschütze untergebracht wurden. Außerdem wurde ein Nebengebäude mit Platz für Detachements, Lager und Feuerleitung zu schaffen. Der Turm selbst wurde ebenfalls verändert, um das Munitionslager auszubauen.
Die Kanonen blieben während des Ersten Weltkrieges, als der Grain Tower einem zusätzlichen Zweck als ein Ende einer Sperrkette über den River Medway nach Sheerness zugeführt wurde, erhalten. Die massive Eisenkette ist heute noch vorhanden; sie ist um das Fundament des Turmes gewickelt. Ein fester Holzabschnitt der Sperrkette war zwischen dem Turm und der Küstenlinie aufgebaut. Die Geschütze wurden 1929 vom Turm entfernt.
Im Zweiten Weltkrieg wurde der Turm deutlich mehr verändert, als dort 1939 ein doppelläufiges 6-Pfünder-Geschütz installiert wurde. Man baute dafür eine große Geschützplattform aus Beton auf dem Dach und dahinter einen Feuerleitturm. Auch wurde am Gebäude ein Suchscheinwerfer angebracht. An der Rückseite des Turms wurde ein Kasernenblock aus Beton und Ziegeln auf Stelzen angebracht, in dem das Kanonen-Detachement untergebracht war. Es handelt sich dabei um eine freistehende Konstruktion, die mit dem Turm durch Laufstege verbunden ist. 1944 wurde der Turm vorläufig außer Dienst gestellt und 1956 endgültig aufgegeben.

## Heute
Der Grain Tower ist im Großen und Ganzen intakt geblieben, wurde aber wegen seines schlechten Zustandes und seines fortschreitenden Verfalls in das Heritage-at-Risk-Register aufgenommen. English Heritage hat den Turm seit 1986 als historisches Bauwerk II. Grades gelistet, und er ist Teil eines größeren, 1976 ausgewiesenen Scheduled Monument zum Schutz „der Verteidigungsanlagen der Küstenartillerie auf der Isle of Grain, direkt östlich und südöstlich des Dorfes Grain“. Der Grain Tower ist nicht öffentlich zugänglich, wird aber ohne Erlaubnis von Anglern benutzt, und es wurden dort auch Stadterkunder gesehen.
2005 kaufte ein Privatmann den Grain Tower von Crown Estate und bot ihn 2010 selbst wieder zum Verkauf an, und zwar für einen Preis von £ 500.000. Der Eigner, ein Bauunternehmer aus London-Südost namens Simon Cowper, sagte, dass er „einfach als Privathaus nicht gut geeignet sei – zusätzlich zu den Renovierungskosten“. Er wurde angeblich 2014 für £ 400.000 verkauft, auch wenn der neue Eigner „unter dem Radar“ bleiben wollte, bis er die Genehmigung für die Restaurierung erhielte.